# オリベプロジェクト
オリベプロジェクトは、岐阜県が主体となり、岐阜県の文化、産業をはじめとするあらゆる分野でのさらなる発展を目指す戦略を指す。

## 由来
「オリベ」とは、戦国時代から江戸時代前期にかけて活躍した茶人「古田織部」に由来する。古田織部は現在の岐阜県の出身で、茶人として織田信長、豊臣秀吉、徳川家康などに仕え、「織部好み」という茶道を完成させる。その名は現在でも「織部焼」として残り、その創造的活動の跡が窺える。
この織部の「自由」と「個性」を尊重し、前例や時代風潮にとらわれない試みの精神を「オリベイズム」と名付け、この精神に基づいて新しい産業文化の風をおこすことを目指している。

## これまでの活動
- 1995年、オリベプロジェクト開始。第1回国際ファッションデザインコンテストORIBEを開催。
- 1996年、オリベ連（オリベイズム産業文化振興連合会）を設立。同年、織部賞を創設し、翌1997年に第1回織部賞受賞者を発表。
- 2000年、高架化された岐阜駅の高架下にあるACTIVE-G内に、オリベプロジェクトの情報発信を目的として「ORIBE Plaza」がオープン。
- 2003年、第1回国際モードルオーディションORIBEを開催。